# Боевой стимул (альбом)
«Боево́й сти́мул» (1988) — одиннадцатый официальный альбом группы «Гражданская оборона». Один из серии альбомов 1988 года. В 2007 году альбом был наряду с другими переиздан на лейбле «Мистерия Звука» с бонус-треками из неизданного ранее материала.

## История создания
Альбом был записан в отдельные три дня с 12 по 22 января 1988 года. Егор Летов в одиночку играл на всех инструментах, запись велась путём наложения. В первый день записывались ударные, во второй — ритм-гитары, в третий — голос совместно с соло гитарой. 

В альбом вошёл как новый материал, так и альтернативные версии
композиций с предыдущих двух альбомов «Всё идет по плану» и «Так закалялась сталь»: «Амнезия» и «Лето прошло» — экспериментальные дубли с ускоренными ударными, акустическая версия «Системы». Песня «Кто сдохнет первым» по словам Летова посвящена Олегу «Манагеру» Судакову. Песня «Самоотвод» первоначально предназначалась для мини-альбома «Делай с нами…» проекта «Враг Народа».
Обложкой альбома послужила фотография из архивной подписки журнала «Советское фото»: «фото было взято из раздела „какие фотографии не следует присылать“ на проходивший тогда конкурс под лозунгом всесоюзной борьбы с алкоголизмом».

## Список композиций
Слова и музыка всех песен — Егор Летов.
| №   | Название                 | Длительность |
| --- | ------------------------ | ------------ |
| 1.  | «Тошнота»                | 2:45         |
| 2.  | «Капуста»                | 0:04         |
| 3.  | «Никто не хотел умирать» | 2:55         |
| 4.  | «Иуда будет в раю»       | 1:57         |
| 5.  | «Боевой стимул»          | 2:57         |
| 6.  | «Система»                | 1:52         |
| 7.  | «Парадокс»               | 2:40         |
| 8.  | «Наваждение»             | 2:31         |
| 9.  | «Лето прошло»            | 2:18         |
| 10. | «Кто сдохнет первым»     | 2:03         |
| 11. | «Самоотвод»              | 3:59         |
| 12. | «Деревья»                | 0:38         |
| 13. | «Амнезия»                | 2:33         |
| 14. | «Заебись!»               | 1:45         |
| 15. | «Против»                 | 2:57         |

| №   | Название                     | Длительность |
| --- | ---------------------------- | ------------ |
| 16. | «Кто сильнее — тот и прав»   | 1:45         |
| 17. | «Мы идём»                    | 0:31         |
| 18. | «Государство»                | 2:11         |
| 19. | «Продолжая продолжать»       | 1:19         |
| 20. | «КГБ»                        | 1:53         |
| 21. | «Человек — это звучит гордо» | 2:29         |
| 22. | «70 лет Октября»             | 3:03         |
| 23. | «Поперёк»                    | 2:43         |
| 24. | «Какое небо»                 | 0:51         |

## О записи
- Егор Летов — голос, гитары, бас, ударные.

Записано с 12 по 22 января 1988 года в ГрОб-студии.
«Кто сдохнет первым» записана под самый Новый Год (31.12.87) и посвящается Манагеру.
«Самоотвод» записан в конце апреля 1988 года.
«Человек — это звучит гордо», «70 лет октября», «Поперёк» записаны в конце апреля 1988 там же.
«Парадокс», «Кто сильнее — тот и прав», «Какое небо» записаны 21 мая 1989 там же.
На заднем плане «Деревьев» играет композиция «Весенняя терпимость», из альбома «Psychedelia today».